# HD 117261
HD 117261，又名BD+41 2400，SAO 44621、HR 5077，是一颗恒星，视星等为6.47，位于銀經95.99，銀緯74.4，其B1900.0坐标为赤經13h 24m 1.4s，赤緯+41° 74.4′ 57″。